# لويس أو. كيلسو
لويس أو. كيلسو (بالإنجليزية: Louis O. Kelso)‏ هو محامي واقتصادي أمريكي، ولد في 12 أبريل 1913 في دنفر في الولايات المتحدة، وتوفي في 17 فبراير 1991.